# Eric Robinson
Pour les articles homonymes, voir Robinson.
Eric Robinson (né le 13 décembre 1908 à Leeds, mort le 24 juillet 1974 à Hove) est un chef d'orchestre britannique.

## Biographie
Pendant la Seconde Guerre mondiale, il sert dans le Royal Army Ordnance Corps, il dirige "The Blue Rockets", un groupe de musique légère. Il est le chef d'orchestre pour le Royaume-Uni au Concours Eurovision de la chanson en 1957, 1960, 1963 et 1965.
En 1962, il investit dans le mellotron, s'implique dans sa commercialisation du nouvel instrument, tout en espérant relancer sa carrière.
Eric Robinson est le frère cadet du chef d'orchestre et compositeur Stanford Robinson. Sa fille Vivienne Robinson fut l'épouse du magicien David Nixon.

## Source de la traduction
- (en) Cet article est partiellement ou en totalité issu de l’article de Wikipédia en anglais intitulé « Eric Robinson (conductor) » (voir la liste des auteurs).